# サビノ・バリナガ
サビノ・バリナガ・アルベルディ（Sabino Barinaga Alberdi, 1922年8月15日 - 1988年3月19日）は、スペイン・ビスカヤ県ドゥランゴ出身の元サッカー選手。ポジションはFW。

## 経歴
バスク地方のビスカヤ県出身のバリナガは、スペイン内戦が始まった直後にイングランドへと移った。そこでサッカーを始め、1938年にサウサンプトンFCのユースチームに加入。リザーブチームでは、1シーズンで62得点を挙げた。
スペインに戻ったバリナガは、バスクに本拠地を置くアスレティック・ビルバオの入団テストに合格する。しかし、オファー内容に納得のいかなかったバリナガはレアル・マドリードへ移籍した。レアル・バリャドリードへのレンタル移籍を挟んで1950年までプレー。1947年12月14日、CFベレネンセス戦にてエスタディオ・サンティアゴ・ベルナベウでのクラブ初得点を記録した。
その後、レアル・ソシエダへ移籍。1954年にレアル・ベティスで引退した。
引退後は指導者としての道を歩み、引退翌年にはベティスの監督に就任。その後もスペインなどのクラブで指揮を執ったほか、1968年から1969年、1971年から1972年にはそれぞれナイジェリア代表、モロッコ代表の監督を務めた。
1988年3月19日、心臓病のためマドリードにて死去。

## 所属クラブ
- サウサンプトンFC 1938-1939
- レアル・マドリード 1939-1950
  -  レアル・バリャドリード 1941-1943（loan）
- レアル・ソシエダ 1950-1953
- レアル・ベティス 1953-1954

## 獲得タイトル
- コパ・デル・ヘネラリッシモ 1946, 1947
- コパ・エバ・ドゥアルテ 1947